# NGC 4975
NGC 4975 is een lensvormig sterrenstelsel in het sterrenbeeld Maagd. Het hemelobject werd op 19 februari 1830 ontdekt door de Britse astronoom John Herschel.

## Synoniemen
- MCG -1-34-2
- PGC 45492